# Hindenburg Range
Die Hindenburg Range (ehemaliger Name: Hindenburggebirge, auch: Hindenburg Wall) ist eine Kalkstein-Gebirgskette im Hochland von Neuguinea im westlichen Papua-Neuguinea. Sie wurde während der deutschen Kolonialzeit nach Paul von Hindenburg benannt.
Die Bergkette liegt im abgelegenen North Fly District im äußersten Norden der Westprovinz von Papua-Neuguinea und erstreckt sich vom nordwestlich gelegenen Sterngebirge, als dessen Untereinheit sie auch angesehen wird, nach Südosten. Weiter östlich schließt die Victor Emanuel Range an. Die Hindenburg Range ist weniger eine topografische Einheit als eine Reihe beinahe senkrechter Wände, die sich schätzungsweise 50 km entlang des Sterngebirges hinzieht. Die nördlich der Hindenburg Range parallel verlaufende Gebirgskette wird im Artikel The Hindenburg Wall; A Review of existing Knowledge als Bahrman Mountains bezeichnet.